# Mariusz Wilk
Mariusz Wilk est un journaliste, essayiste, écrivain voyageur polonais, né le 19 janvier 1955 à Wrocław (en allemand : Breslau), en Silésie, Pologne). Ses essais relatent son expérience de vie durant de nombreuses années dans les régions de la mer Blanche, de la presqu'île de Kola, de Zaonejie, de Carélie, à l'ouest de la Russie d'Europe.

## Biographie
Après des études de littérature polonaise à l'Université de Wrocław, entre 1977 et 1981, Wilk travaille pour des journaux d'oppositions au régime communiste encore en place en République populaire de Pologne jusqu'en 1989. Il est emprisonné pendant 7 mois pour son engagement actif au sein du syndicat Solidarność dans lequel il est attaché de presse de Lech Wałęsa, président du syndicat.
En 1984, il publie "Konspira, Solidarité clandestine" qui le fait connaître en Pologne.
Après la chute du gouvernement polonais et la nomination de Lech Wałęsa comme président de la 5e République populaire de Pologne, en 1990, alors que la Pologne est libérée de l'emprise de l'URSS. Wilk commence une carrière de journaliste.
La suite de sa vie se confond avec ses reportages qui décrivent ses pérégrinations en Russie puis son expérience vécue sur place dans le Grand Nord.
Avant de se fixer en Russie, il part comme correspondant du Quotidien de Gdansk. Il traverse les pays baltes, l'Ukraine, le Kazakhstan et la Sibérie.
Wilk est un écrivain culte en Pologne et en Russie. Ses articles sont publiés par la revue Kultura en France.
En 2006, il est décoré de la Croix d'Officier de l'Ordre Polonia Restituta, le deuxième plus haut grade d'ordre civil polonais.

## Œuvres

### Récits
« La Russie ne peut être comprise par la raison
Ni mesurée selon notre échelle,
La Russie est une autre dimension,
La Russie, il faut la vivre. »

— Pastiche de Fiodor Tiouttchev placé en tête de son premier récit, Le Journal d'un Loup.
- Le Journal d'un Loup[5] :
Marius Wilk se retire d'abord sur les îles Solovki[6]. Il y vit six ans, avec son épouse d'origine russe. Il choisit ces îles parce qu'elles représentent un microcosme de l'immense Russie ; il peut y observer la vie du monastère orthodoxe séculaire, mais aussi les restes du SLON[7],camp de travail soviétique, laboratoire du Goulag. Sur le millier d'habitants des îles Solovki, certains sont des descendants des Zek, les anciens prisonniers du camp de travail qui s'y sont succédé pendant des siècles. À partir de ses observations de la société russe, il rédige des articles qu'il envoie régulièrement à Maisons-Laffitte, en France, où est édité le journal des exilés polonais de Paris : Kultura[6]. Il parcourt la Mer Blanche sur des bateaux de pêche jusqu'à "Kanin nos", là où se rencontrent les mers Blanche et de Barents[8],[9].

- La Maison au bord de l'Oniégo[4] :
Les îles Solovki attirent beaucoup de touristes russes et Wilk se résout à les quitter pour une maison de Zaoniégé, le long du lac Onega, dit aussi Oniégo, plus au sud de la mer Blanche. Après avoir obtenu l'accès à un confort minimum, ce qui nécessite des sollicitations sans fin auprès des autorités administratives locales, Wilk se replonge dans l'essentiel : la symbiose avec la nature, l'observation de la Russie profonde, de sa population et de lui-même. L'ouvrage se situe à la frontière du récit de voyage et du journal intime [10]. Il cite volontiers Witold Gombrowicz : « J'habite en moi-même et c'est là seulement, de moi-même, que je peux m'adresser à vous<[11] », mais aussi Viktor Pelevine et Henry Miller.

- Dans les pas du renne[12] :
À partir du centre de la presqu'île de Kola, dans les environs de Lovozero, Wilk parcourt les territoires occupés par les Saamis ou Lapons. Ces derniers sont sédentarisés depuis que les soviétiques les y ont contraint. Ce sont pour Wilk de longues marches accompagné de pâtres de rennes jusqu'à l'extrémité de Kola. Il y prend la mesure des paroles de Bruce Chatwin selon lequel, à l'époque du matérialisme sans âme qui règne en Europe actuelle, notre droit de vivre dans la pauvreté est le seul qui vaut la peine d'être revendiqué[13].

- Dans le sillage des oies sauvages[14] :
Wilk retourne dans sa maison du hameau de Konda, le long du Lac Oniégo. Chaque jour, il se rend à Petrozavodsk, grande ville du bord du lac en face de l'île de Kiji. Il y poursuit ses recherches sur le monde russe par ses contacts, ses lectures et ses observations. Dans la seconde partie du livre, il décrit son voyage dans le Labrador canadien.

### Livres
- Mariusz Wilk (trad. du polonais par Laurence Dyèvre), Le Journal d'un Loup, Suisse, Les Éditions Noir sur Blanc, 1999, 262 p. (ISBN 2-88250-080-7)
- Mariusz Wilk (trad. du polonais par Robert Bourgeois), La Maison au Bord du Lac de L'Oniégo [« Dom nad Oniego »], Lausanne, Les Éditions Noir sur Blanc, 2007, 236 p. (ISBN 978-2-88250-194-3)
- Mariusz Wilk (trad. Robert Bourgeois), Dans les Pas du Renne : le journal du Nord, Lausanne, Les Éditions Noir sur Blanc, 2009, 215 p. (ISBN 978-2-88250-220-9)
- Mariusz Wilk (trad. du polonais par Robert Bourgeois), Portage, Lausanne, Les Éditions Noir sur Blanc, 2010, 247 p. (ISBN 978-2-88250-235-3)
- Mariusz Wilk (trad. du polonais par Laurence Dyèvre), Dans le Sillage des Oies Sauvages, Lausanne, Les Éditions Noir sur Blanc, 2013, 240 p. (ISBN 978-2-88250-300-8)
- Mariusz Wilk (trad. du polonais par Agnieszka Zuk), La Maison du vagabond : Le Journal du Nord [« Dom włóczęgi »], Lausanne, Les Éditions Noir sur Blanc, 2016, 285 p. (ISBN 978-2-88250-408-1)

### Sources
- (ru) Entretien avec M. Wilk
- (ru) Rencontre avec M. Wilk
- (ru) Biographie